# ستيف فري
ستيف فري (بالإنجليزية: Steve Free)‏ هو موسيقي أمريكي، ولد في 16 سبتمبر 1950.

## وصلات خارجية
- ستيف فري على موقع ميوزك برينز (الإنجليزية)